# Veerapandi (Theni)
Veerapandi es una ciudad y nagar Panchayat situada en el distrito de Theni en el estado de Tamil Nadu (India). Su población es de 16158 habitantes (2011). Se encuentra a 8 km de Theni y a 80 km de Madurai.

## Demografía
Según el censo de 2011 la población de Veerapandi era de 16158 habitantes, de los cuales 8316 eran hombres y 7842 eran mujeres. Veerapandi tiene una tasa media de alfabetización del 78,25%, inferior a la media estatal del 80,09%: la alfabetización masculina es del 86,01%, y la alfabetización femenina del 70,08%.